# Digital Research
Digital Research, Inc. (àlies DR o DRI; originalment Intergalactic Digital Research) va ser una empresa estatunidenca creada pel dr. Gary Kildall per comercialitzar i desenvolupar el seu sistema operatiu de disc CP/M i productes relacionats. Va ser la primera gran empresa de programari al món dels microordinadors. Digital Research no ha de ser confosa amb Digital Equipment Corporation; ambdues no posseeixen cap relació. Estava situada a Pacific Grove, Califòrnia.

## Productes
Els sistemes operatius de l'empresa, començant amb el CP/M per a microordinadors basats en l'Intel 8080/Zilog Z80, eren l'estàndard de facto de la seva era, el mateix en què el MS-DOS i el MS Windows van convertir-se posteriorment. La suite de productes de DR incloïa el CP/M original i els seus diversos fillols: DR-DOS, que era una versió del CP/M compatible amb MS-DOS, i MP/M, el CP/M multiusuari. El primer sistema de 16 bits, el CP/M-86, no va ser un gran succés en la competició amb el MS-DOS. Va ser seguit pèl Concurrent CP/M, una versió monousuari del MP/M-86 multitasca que presenta "consoles virtuals" a partir dels quals les aplicacions es podrien llançar per a executar concurrentment. Les successives revisions d'aquest sistema, que gradualment va donar suport a aplicacions del MS-DOS i del sistema de fitxers FAT, van ser anomenats Concurrent DOS, Concurrent DOS XM i Concurrent DOS 386.